# Israel nos Jogos Olímpicos de Inverno de 1998
O Israel competiu nos Jogos Olímpicos de Inverno de 1998, realizados em Nagano, Japão.